# Zákányszéki Madárkert
A Zákányszéki Madárkertet 1993-ban alapították. Az egzotikus díszmadárparkban, mint egy állandó madárkiállításon tekinthetők meg a hobbiállatként tenyésztett madárfajok egyedei. A madárkert közel negyed évszázados fennállás után 2017-ben zárta be kapuit és Balatoni Madárkert néven azóta is müködik Kerekiben.

## Története
A madárbemutató mellett turisztikai szolgáltatásként állatsimogató működik. A madárpark Zákányszék település első számú idegenforgalmi vonzereje.
A madárparkban nem csupán megtekinthetőek az egzotikus madarak, de az alapszolgáltatásokhoz tartozó szakvezetés során számtalan információ is megszerezhető a faj eredetéről és díszmadárként való tartásáról is.
A Madárkert nyilvánosság előtti megnyitásával a tulajdonosok célja a hazai díszmadártenyésztés népszerűsítése, fellendítése volt, a szélesedő társadalmi érdeklődés tette évek alatt a térségi turizmus húzó ágává.

## Madár- és kisállatfajok felsorolása
(2016-os lista alapján:)

### Ausztráliai-óceániai papagájok
Melopsittacus
- hullámos papagáj

Nymphicus
- nimfa papagáj (színváltozatók)

Psephotus
- énekes papagáj (színmutációk)

Neophema
- ékespapagáj (színmutációk)

Platycercus
- keleti rozella        (színmutációk is)
- sápadtfejű rozella
- pennant papagáj (színmutációk is)

Barnardius
- galléros papagáj (bauer's ring)

Purpureicephalus
- vörössapkás papagáj

Cyanoramphus
- kecskepapagáj (színmutációk)

Polytelis
- sárgatorkú papagáj
- hegyi papagáj

Alisterus
- ausztrál királypapagáj

Aprosmictus
- vörösszárnyú papagáj (skarlátszárnyú papagáj)

Trichoglossus
- szivárványos lóri

Eos
- vörös lóri

Cacatua
- fehérbóbitás kakadu

Eolophus
- rózsakakadu

### Ázsiai papagájok
Psittacula
- nagysándor papagáj
-kína vagy fenyő papagáj
- szakállas papagáj
-kissándor papagáj        (színmutációk)
-szilvafejű papagáj
Afrikai papagájok:
Agapornis
- rózsásfejű törpepapagáj
- fischer törpepapagáj
- feketefejű törpepepagáj
Poicephalus
- szenegáli papagáj
Amerikai papagájok:
Amazona
- venezuelai amazon
Cyanoliseus
- szikla, vagy üregi papagáj
Pyrrhura
- barnafülű
-zöldarcú-vörösfarkú
Aratinga
- nappapagáj
- gvajakil aratinga
- jendaja aratinga
- aranysapkás aratinga
Egzóták, verébalkatúak:
Estrildidae
- gould amandina
- zebrapinty
- rizspinty
Serinus
- kanári
Lamprotornis
- zöldfarkú fényseregély
Fácánok:
- királyfácán
Königsfasan, Syrmaticus reevesi
- elliot fácán
Elliotfasan, Syrmaticus elliot
- aranyfácánok (piros és sárga
Goldfasan, Chrysolophus pictus
- gyémántfácán
Amherstfasan, Chrysolophus amherstiae
- nyergesfácán
Swinhoefasan, Lophura swinhoe
- fehérbóbitás fácán
Weisshaubenfasan, Lophura leucomelanos hamiltoni
- borneói tűzhátú fácán
Borneo Feuerrückenfasan, Lophura ignita ignita
- Vieillot's tűzhátú fácán
Vieilott Feuerrückenfasan, Lophura Ignita Rufa
- fehér fülesfácán
Weisser Ohrfasan, Crossoptilon crossoptilon drouyni
- barna fülesfácán
Brauner Ohrfasan, Crossoptilon mantchuricum
- fehér örvösfácán
Phasianus colchicus varius albus
- angol zöldfácán
Phasianus colchicus varius tenebrosus
- szürke pávafácán
Grauer Pfaufasan, Polyplectron bicalcaratum bicalcaratum
-temmincki tragopán
Temminck Tragopan, Tragopan temminckii
-szatír tragopán
Satyr Tragopan, Tragopan satyra
Frankolinok:
Francolinus
- erckel frankolin
- sárgatorkú frankolin
Fogoly félék:
Rollulus
- rulrul
Perdix
- szürke fogoly
Fürjek:
Callipela
- kaliforniai copfos fürj
Coturnix
- japán fürj
-kínai törpefürj
- harlekin fürj
Baromfifélék:
Gallus
- szürke dzsungeltyúk
(Sonneratii, gyöngyös bankiva)
Háziasított
fajták:
- ayam cemani
- araucana baromfi
- selyem baromfi
- szultán díszbaromfi
- La fléche (ördögtyúk) színváltozatok
- törpe ördögtyúk (La fléche bantam)
- sebright (arany, chamoise, citrom)
- modern angol törpe viador
- sisakos gyöngytyúk
Numida meleagris varius
Pávák:
- indiai kék páva
(fehér, feketeszárnyú, tarka, bronz színben)

Pavo cristatus
- jávai zöldpáva

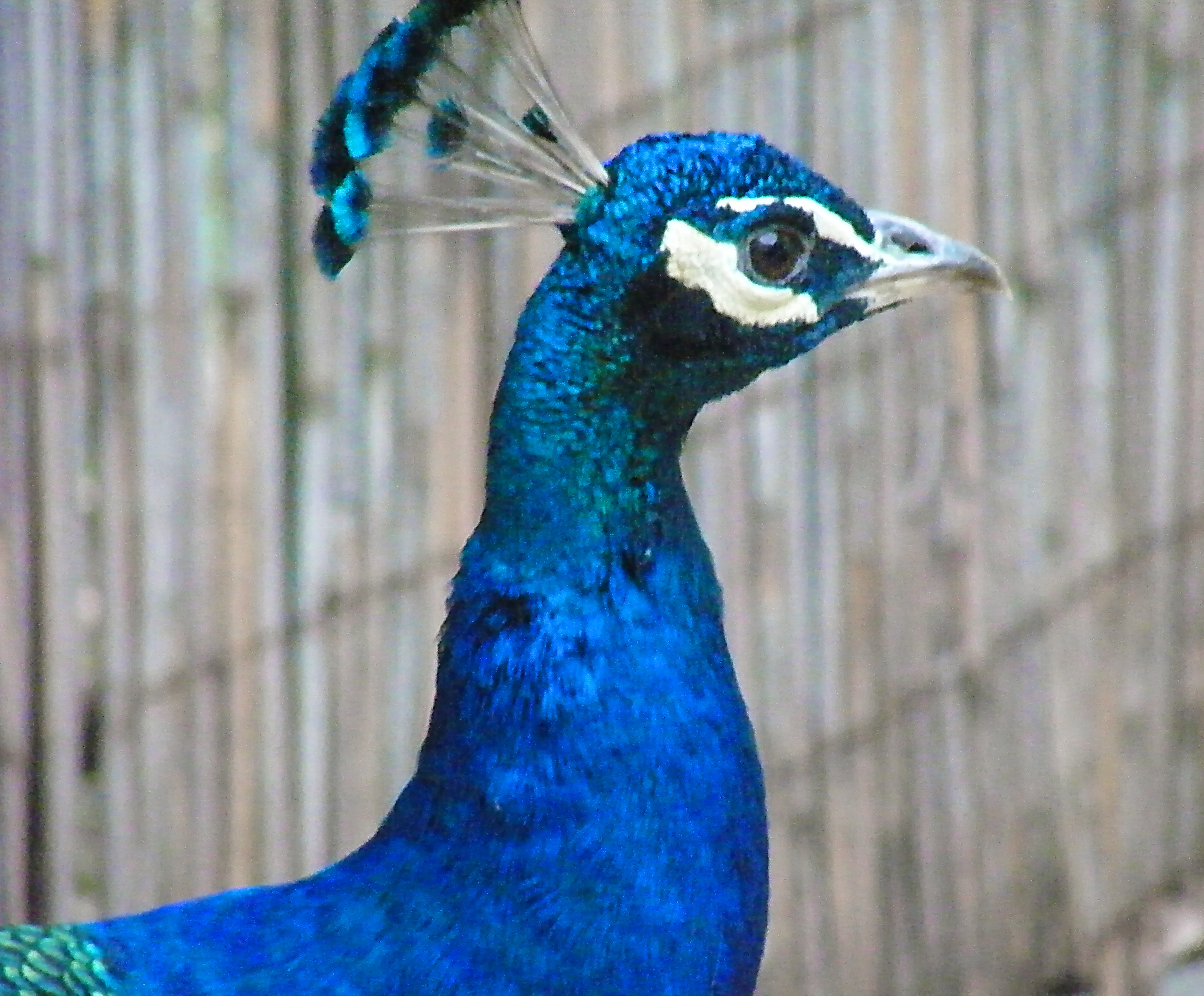

Ährenträger Pfau, Pavo muticus muticus
Pulykák:
-pávaszemes pulyka
Pfauentruthuhn, Agriocharis ocellata
Futómadarak:
Dromaiidae
- emu
Lúdalkatúak:
Cygnus
- fekete hattyú
Aix
- karolin réce (színváltozatok is)
- mandarin réce
Anas
- bahama réce
- futókacs
- smaragd réce
Galambok:
Columbidae
- bronzszárnyú galamb
- gyémánt galamb
- guineai galamb
- ausztrál kontyos galamb
- magyar pávagalamb
Egyéb állatfajok:
- japán mókus
- afrikai fehérhasú törpesün
- szibériai csíkosmókus
- csincsilla
- mocsári hód, (színváltozatok)
- törpenyúl (oroszlánfejű, holland törpe)
- tengerimalac
- zöld leguán

#### A Zákányszéki Madárkert megszűnése
2017. november 6-án, közel 25 év fennállás után a zákányszéki park támogatás hiányában bezárásra került.
A tulajdonosok önerőből létrehoztak egy új, európai színvonalú madárparkot a Balatonföldvártól 5 km-re található Kereki községben, a főút mellett, gyönyörű természeti környezetben 7.000 m²-es területen.
A zákányszéki park állatállománya áttelepítésre került. A Zákányszéki Madárkert díszmadarak után érdeklődők számára számtalan hasznos információt tartalmazó weboldala archivált formában továbbra is megtalálható az eredeti címen.
A "Balatoni Madárkert" 2018-tól látogatható állandó nyitvatartás mellett.